# Strategia przewagi pozytywnych cech
Strategia przewagi pozytywnych cech (ang. strategy of majority of positive features) – strategia polegająca na porównaniu liczby pozytywnych cech, charakteryzujących poszczególne produkty i wyborze tego z nich, który posiada takich cech najwięcej.
Spośród wszystkich strategii wyboru między produktami ta jest najprostszą, ponieważ nie wymaga ona oceniania natężenia różnych cech u rozważanych produktów (np. który samochód jest bezpieczniejszy), ani nie wymaga oceniania ważności poszczególnych cech (czy ważniejsze jest bezpieczeństwo, czy ekonomiczność samochodu).
Jest to jedna ze strategii wyboru między produktami (strategia leksykograficzna, strategia koniunkcyjna, strategia alternatywna, strategia dominacji i pseudodominacji oraz strategia maksymalizacji addytywnej użyteczności MAU).